# 哈比布拉汗
哈比布拉汗（普什圖語/達利語: ‎ (Habibullah Khan)；（1872年6月3日—1919年2月20日）），為阿富汗1826年建立之巴拉克查依王朝的在位君主之一。哈比布拉汗是一個比較具有改革意識的統治者，他試圖對他的國家的現代化，在位期間，他曾引進現代醫學和其他技術到阿富汗。1903年，他創辦了哈比巴的公立中學和一所軍校。外交上，他又嚴格保持阿富汗在第一次世界大戰中的中立，儘管奧斯曼帝國的蘇丹和德國努力爭取阿富汗的支持，他也大大減少與英屬印度的緊張關係，兩國於於1905年和1907年簽署友好條約。

## 外部連結
- Nölle-Karimi, Christine. . Fleet, Kate; Krämer, Gudrun; Matringe, Denis; Nawas, John; Rowson, Everett  (编). . Brill Online. 2017. ISSN 1873-9830.
- Ancestry.com: Afghan royalty